# Le Trio magnifique
Pour plus de détails, voir Fiche technique et Distribution.
Le Trio magnifique (邊城三俠, Biānchéng sān xiá) est un film hongkongais réalisé par Chang Cheh, sorti en 1966.
Il s'agit d'un remake du film japonais Les Trois Samouraïs hors-la-loi.

## Synopsis
Un homme porte assistance aux paysans de se manifester contre le magistrat ignoble en retenant sa fille en otage et alors que ce magistrat recrute un gang pour lutter contre ces opposants.

## Fiche technique
- Titre : Le Trio magnifique[1]
- Titre original : 邊城三俠, Biānchéng sān xiá
- Titre anglais : The Magnificent Trio
- Réalisation : Chang Cheh
- Scénario : Chang Cheh
- Société de production : Shaw Brothers
- Pays d'origine :  Hong Kong
- Format : couleurs - 2,35:1 - son mono - 35 mm
- Genre : wu xia pian
- Durée : 103 minutes
- Date de sortie : 1966

## Distribution
- Chin Ping : Wei Wen-chen
- Margaret Tu Chuan : Chieh Ying
- Wang Yu : Fang Lu
- Lo Lieh : Yen Tzu-ching